# Божим
Божим (пол. Borzym) — село в Польщі, у гміні Ґрифіно Грифінського повіту Західнопоморського воєводства.
Населення — 336 осіб (2011).
У 1975-1998 роках село належало до Щецинського воєводства.

## Демографія
Демографічна структура станом на 31 березня 2011 року:
|          | Загалом | Допрацездатний вік | Працездатний вік | Постпрацездатний вік |
| -------- | ------- | ------------------ | ---------------- | -------------------- |
| Чоловіки | 179     | 42                 | 121              | 16                   |
| Жінки    | 157     | 35                 | 97               | 25                   |
| Разом    | 336     | 77                 | 218              | 41                   |